# Mats Øverby
Mats Øverby (* 13. Mai 2000 in Drammen, Buskerud) ist ein norwegischer Biathlet. Er wurde in der Saison 2023/24 Gesamtsieger im IBU-Cup.

## Sportliche Laufbahn
Seine ersten internationalen Auftritte hatte Mats Øverby bei den Juniorenweltmeisterschaften 2021 im österreichischen Obertilliach, wo er als Vierter des Einzels eine Medaille knapp verpasste und mit Simen Kvarme, Fredrik Grusd und Jørgen Sæter Silber im Staffelbewerb gewann. Auch im Folgejahr nahm er an den Juniorenweltmeisterschaften in Soldier Hollow, Utah teil und ergatterte mit der Staffel erneut eine Medaille. Bei den norwegischen Meisterschaften profitierte Øverby vom Fehlen der meisten Topathleten und gewann im Sprint und mit der Staffel Bronze. Bei den Juniorenmeisterschaften war er noch erfolgreicher und sicherte sich mit der Mannschaft und im Massenstart den Titel, sodass er für die folgende Saison in die B-Nationalmannschaft aufgenommen wurde. Bei seinem Debüt im IBU-Cup zeigte der Norweger sogleich sein Können und platzierte sich in allen vier teilgenommenen Rennen unter den besten Fünf. In Ridnaun sicherte er sich im Verfolger dann sogleich seinen ersten Titel und ließ in Osrblie, neben zwei weiteren Podestplatzierungen, in der Single-Mixed-Staffel einen weiteren Sieg folgen, sodass er zu diesem Zeitpunkt hinter Endre Strømsheim den zweiten Rang der Gesamtwertung belegte. Seine ersten Europameisterschaften verliefen nicht nach Wunsch, auch beim Saisonfinale in Canmore ging er nach einer Coronaerkrankung nicht mit vollen Kräften an den Start und fiel nach relativ schwachen Ergebnissen auf Platz 5 in der IBU-Cup-Wertung zurück.
Noch wesentlich erfolgreicher verlief die Saison 2023/24 für Øverby. Als einer der wenigen Norweger, die durchgehend im IBU-Cup starteten, nutzte er seine Chancen auf spektakuläre Art und Weise, belegte bei 26 Rennteilnahmen nur ein einziges Mal einen Platz außerhalb der Top 10 und stand, die Staffeln einberechnet, 13-mal auf dem Podest. Dank sechs Siegen krönte sich Øverby am Saisonende überlegen zum IBU-Cup-Gesamtsieger, bei den Europameisterschaften hingegen verfehlte er nach zwei siebten Plätzen und einem fünften Platz die Medaillenränge. Da nach Änderung des IBU-Regelwerkes dem Gesamtsieger des IBU-Cups kein personengebundenes Startrecht für die ersten beiden Weltcupwochenenden mehr zusteht, musste sich Øverby mit Saisonbeginn 2024/25 wieder für internationale Einsätze qualifizieren, was ihm zunächst recht überraschend nicht gelang. Im Dezember und Januar bestritt er insgesamt lediglich sechs IBU-Cup-Rennen und schloss zwei davon unter den besten Zehn ab, was nicht für einen Verbleib in der Mannschaft ausreichte. Trotzdem verlor er seinen Status im norwegischen B-Kader nicht.

## Statistiken

### Juniorenweltmeisterschaften
Ergebnisse bei den Juniorenweltmeisterschaften:
| Weltmeisterschaften | Weltmeisterschaften | Einzelwettbewerbe | Einzelwettbewerbe | Einzelwettbewerbe | Herrenstaffel |
| Jahr                | Ort                 | Einzel            | Sprint            | Verfolgung        | Herrenstaffel |
| ------------------- | ------------------- | ----------------- | ----------------- | ----------------- | ------------- |
| 2021                | Obertilliach        | 4.                | 13.               | 16.               | 2.            |
| 2022                | Soldier Hollow      | 17.               | 6.                | 5.                | 3.            |

### IBU-Cup-Siege
| Nr. | Datum         | Ort          | Disziplin              |
| --- | ------------- | ------------ | ---------------------- |
| 1.  | 17. Dez. 2022 | Ridnaun      | Verfolgung             |
| 2.  | 8. Jan. 2023  | Osrblie      | Single-Mixed-Staffel 1 |
| 3.  | 3. Dez. 2023  | Kontiolahti  | Mixedstaffel 2         |
| 4.  | 13. Jan. 2024 | Ridnaun      | Mixedstaffel 3         |
| 5.  | 29. Feb. 2024 | Obertilliach | Sprint                 |
| 6   | 2. März 2024  | Obertilliach | Verfolgung             |
| 7.  | 3. März 2024  | Obertilliach | Mixedstaffel 4         |
| 8.  | 7. März 2024  | Obertilliach | Kurzeinzel             |